# تيو لويس ويكس
تيو لويس ويكس (بالإنجليزية: Theo Lewis)‏ (10 أغسطس 1991 بأكسفورد في المملكة المتحدة - ) هو لاعب كرة قدم بريطاني في مركز الهجوم. لعب مع إبسفليت يونايتد ونادي وكينغ ونادي سالزبري سيتي ونادي غلوستر سيتي ونادي تشيلتنهام تاون لكرة القدم.

## وصلات خارجية
- تيو لويس ويكس على موقع قاعدة بيانات كرة القدم.إي يو (الإنجليزية)
- تيو لويس ويكس على موقع Soccerbase.com (لاعب) (الإنجليزية)
- تيو لويس ويكس على موقع Soccerway.com (الإنجليزية)
- تيو لويس ويكس على موقع عالم كرة القدم.نت (الإنجليزية)